# Municipio de Marion (condado de Hamilton)
El municipio de Marion (en inglés: Marion Township) es un municipio ubicado en el condado de Hamilton en el estado estadounidense de Iowa. En el año 2010 tenía una población de 970 habitantes y una densidad poblacional de 10,55 personas por km².

## Geografía
El municipio de Marion se encuentra ubicado en las coordenadas 42°15′11″N 93°52′25″O / 42.25306, -93.87361. Según la Oficina del Censo de los Estados Unidos, el municipio tiene una superficie total de 91.95 km², de la cual 91,95 km² corresponden a tierra firme y (0 %) 0 km² es agua.

## Demografía
Según el censo de 2010, había 970 personas residiendo en el municipio de Marion. La densidad de población era de 10,55 hab./km². De los 970 habitantes, el municipio de Marion estaba compuesto por el 98,76 % blancos, el 0,1 % eran afroamericanos y el 1,13 % eran de una mezcla de razas. Del total de la población el 1,65 % eran hispanos o latinos de cualquier raza.